# Tractat d'usura

Le Tractat d'usura (en français : « Traité sur l'usure ») est une œuvre littéraire écrite par Francesc Eiximenis en catalan vers environ 1374 probablement en Catalogne. 

## Contenu
Le livre traite sur l'usure, qui relève d'un sujet débattu par le droit Canon médiéval. 
Selon l'index, le livre avait vingt-huit chapitres, mais seulement quatorze nous sont parvenus. En plus, il y a d'autres cinq chapitres de ce livre-ci qui sont copiés au Terç del Crestià (Troisième Livre du Chrétien), dans la part de ce livre que traite sur le péché d'avarice,. 
Au texte préservé, Francesc Eiximenis a en général un point de vue restrictif sur l'usure. L'origine de ce point de vue est Luc 6, 35, que dit que si on prête quelque chose, on ne doit demander rien en échange. Cela dérive du principe général de la charité chrétienne, qui est si important à l'école franciscaine, à laquelle il appartient.
Néanmoins, il en accepte quelques exceptions à cette interdiction générale. Il accepte aussi la légalité des censals et violaris, que seraient le droit d'avoir une rente pour une certaine période de temps, ou même à vie après avoir payée une quantité d'argent. Ils furent très communes à la Catalogne et à la Couronne d'Aragon pendant le Moyen Âge, et ce sujet fut très débattu au Droit Canon médiéval. La source qu'Eiximenis utilise pour justifier la légalité des censals et des violaris est un petit traité sur ce sujet qui fut écrit par le Dominicain Bernat de Puigcercós.

## Influences
Le livre est influencé par plusieurs sources de Droit canonique.
Ainsi donc, avec les œuvres classiques de Droit Canon médiéval comme par exemple le Décret de Gratien ou les Décrétales de Grégoire IX, on doit souligner d'autres canonistes: Henri de Suse, saint Raymond de Peñafort ou Goffredo da Trani. La influence d'autres auteurs cholastiques comme les Franciscains Alexandre d'Alessandria et Duns Scotus ou même les Dominicains (encore qu'Eiximenis même était un Franciscain) saint Thomas d'Aquin et Guillaume Durand de Saint-Pourçain est aussi remarquable.

## Transcription et édition
Cette œuvre fut transcrite et publiée par Josep Hernando i Delgado en 1985. Le texte utilisé est celui du manuscrit nº 42 du Monastère Saint-Cucufa, que peut être trouvé aux Archives de la Couronne d'Aragon.
Le Tractat d'usura dans les œuvres complètes de Francesc Eiximenis en ligne :
- Œuvres complètes de Francesc Eiximenis, en Catalan et en Latin.